# Cumbre del Laudo
Cumbre del Laudo är ett berg i Argentina.   Det ligger i provinsen Catamarca, i den nordvästra delen av landet, 1 300 km nordväst om huvudstaden Buenos Aires. Toppen på Cumbre del Laudo är 6 152 meter över havet.
Terrängen runt Cumbre del Laudo är kuperad österut, men västerut är den bergig. Trakten runt Cumbre del Laudo är nära nog obefolkad, med mindre än två invånare per kvadratkilometer.. Det finns inga samhällen i närheten.
Trakten runt Cumbre del Laudo är ofruktbar med lite eller ingen växtlighet.